# Dion Dreesens
Dion Dreesens (Venray, 30 de abril de 1993) es un nadador de estilo libre neerlandés.

## Biografía
Hizo su primera aparición en los Juegos Olímpicos de Londres 2012, nadando en la prueba de 200 m libre. Nadó en la quinta serie, y quedó octavo de la misma con un tiempo de 1:49.00, insuficiente para pasar a las semifinales al quedar en la posición 27 en el sumario total. Posteriormente nadó en el Campeonato Mundial de Natación de 2013, rebajando su tiempo de las olimpiadas a 1:48.50, a trece centésimas de pasar a la semifinal.